# École supérieure d'art de Clermont Métropole
Pour les articles homonymes, voir École des beaux-arts et École supérieure d'art.
L'École supérieure d’art de Clermont Métropole (ÉSACM) est un établissement territorial d’enseignement supérieur à vocation artistique situé à Clermont-Ferrand. Depuis 2010, l'école est un EPCC (Établissement public de coopération culturelle) qui associe la métropole Clermont Auvergne, la ville de Clermont-Ferrand et le ministère de la Culture et de la Communication. Elle est membre de l'Association nationale des écoles supérieures d'art (ANdÉA).

## Diplômes délivrés
L'ÉSACM est agréée cycle) par le ministère de la Culture et de la Communication et permet l'obtention de deux diplômes d'État : 
- le diplôme national d'arts (DNA) option art, de grade Licence
- le diplôme national supérieur d'expression plastique (DNSEP) option art, de grade Master.

## Recherche
Deux axes de recherche sont développés : « les espaces des paysages » et « les mondes du travail ». Ces deux axes génèrent des programmes de recherche, qui par des invitations, des conférences, des séminaires, des voyages, des workshops, des publications, des spectacles, des expositions... mettent en œuvre une recherche en art par l’art. Chaque année des étudiants participent aux équipes de recherche. Celles-ci sont accompagnées par la Coopérative de recherche qui réunit des résidents-chercheurs aguerris et des étudiants-chercheurs. Le 3e cycle permet que les étudiants-chercheurs puissent développer leur travail de recherche sur trois années. 
Plusieurs programmes de recherche sont en cours. 

## Activités et événements

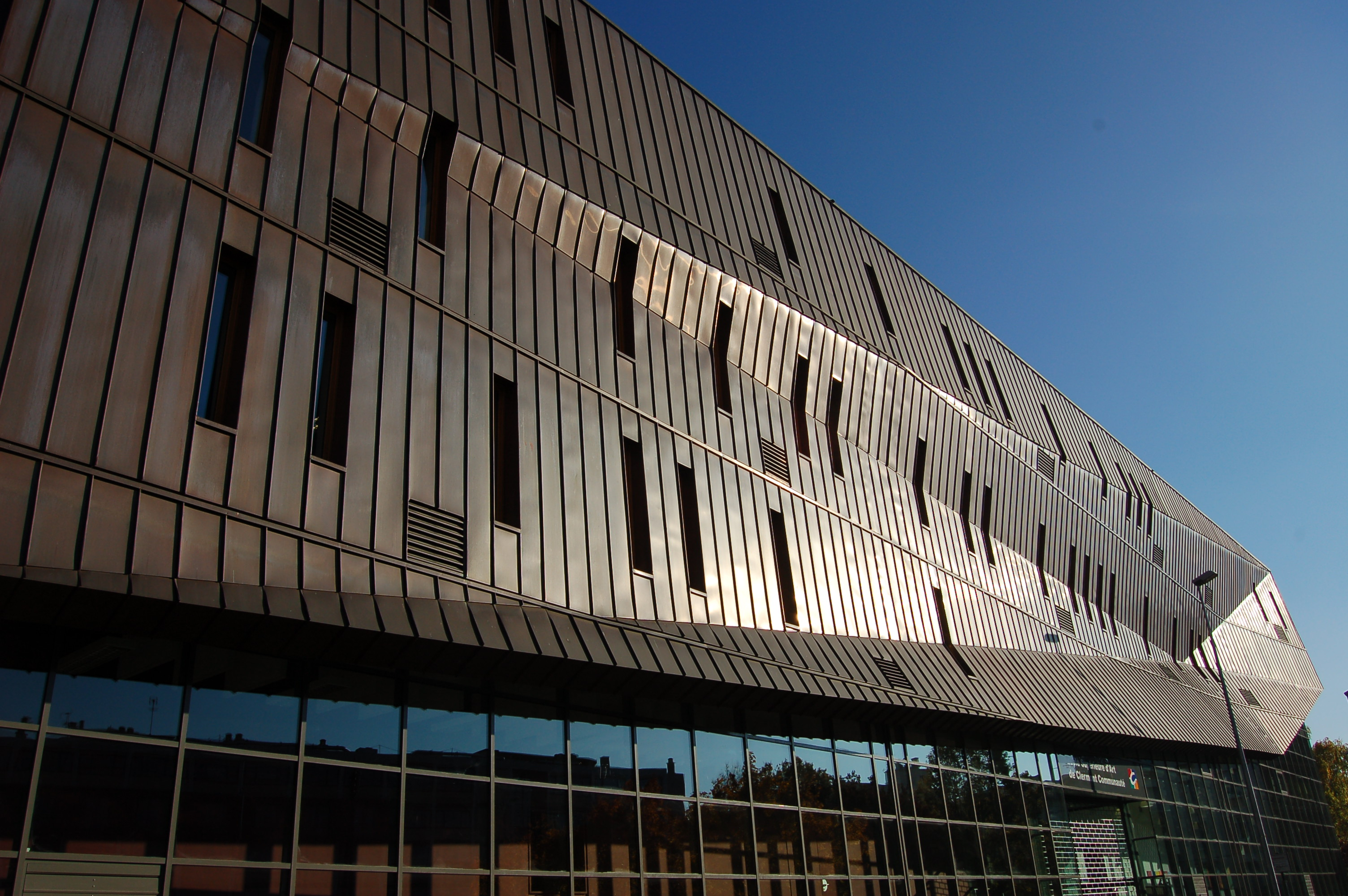
La façade en cuivre.

- L'ÉSACM propose régulièrement des conférences et des journées d'études ouvertes au public. Elle organise chaque année des expositions, telles que : l'exposition des diplômés ; l'exposition "Workshop en lycée pro" (qui présente des œuvres réalisées par de jeunes diplômés lors d'ateliers avec des lycéens) ou encore des expositions dans le cadre du Festival international du court métrage.
- L'ÉSACM propose également des cours du soir en dessin et peinture, ainsi que des stages de photographie et de sculpture, pour un public adulte, de tout niveau.
- Début 2015, l'ÉSACM s'est dotée d'un Fab lab. Le]ProtoLab[ est axé sur le développement de pratiques et de projets artistiques, ce qui en fait le premier fablab de l'hexagone consacré à l'art numérique.

## Bibliothèque
Une bibliothèque spécialisée propose sur le site de l'ÉSACM un fonds documentaire spécialisé en art contemporain de plus de 10 000 références (Livres, CD, DVD, revues),.

## Histoire

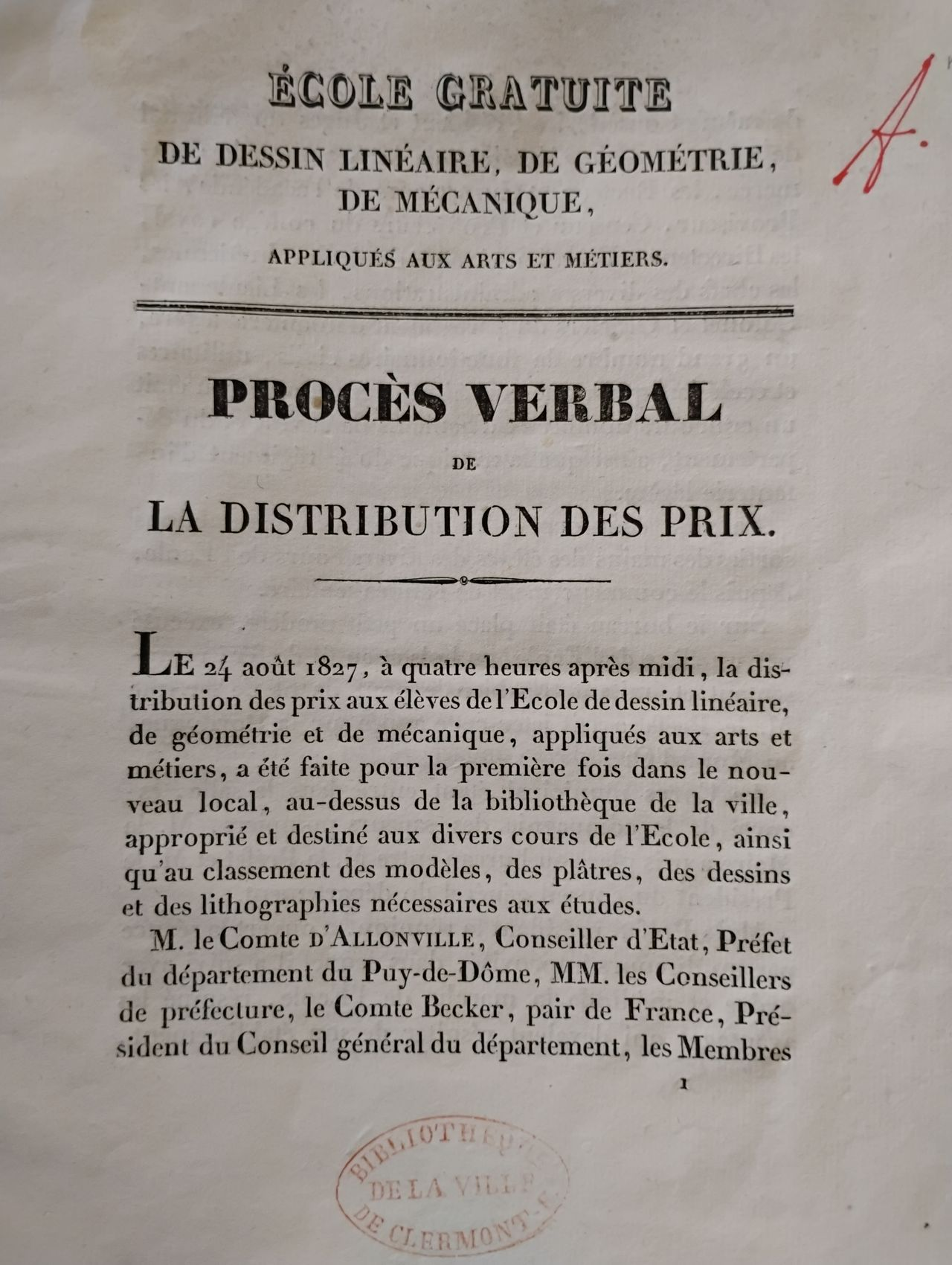
La distribution des prix en 1827

En 1824 est créée à l'initiative de la municipalité une École gratuite de dessin linéaire appliqué aux Arts et Métiers. Dans son discours inaugural, l'architecte municipal et membre fondateur Louis-Charles Ledru annonce l’orientation de l’instruction vers « les arts utiles », entendus ceux « qui se rapportent plus ou moins à l’architecture ». Elle devient École d’arts appliqués, École de dessin et d’arts et métiers puis École régionale des beaux-arts et d’arts et métiers par une convention signée le 10 novembre 1882 à l’initiative du maire Gilbert Gaillard, entre la Ville de Clermont-Ferrand et le ministère de l’Instruction publique. Cette reconnaissance permet à l’école de Clermont-Ferrand de toucher une subvention de l’État mais aussi de relever de l’Inspection de la direction des Beaux-arts au ministère de l’Instruction publique. 
Par la suite, l’école est concernée par les réformes successives de l’enseignement supérieur des arts décidées à Paris et appliquées par la ville qui demeurait la tutelle directe de l’établissement. Les réformes de 1973 et de 1988 instaurant un cycle court et un cycle long, sanctionnés par des diplômes d'État, sont les plus importantes de même que celles liées à partir de 2006 à l’application de l’harmonisation européenne des diplômes licence et master puis, en 2010, l'ouverture d'un département recherche. 
Parallèlement, l'École passe en 2007 d'établissement municipal à établissement communautaire prenant également le nom d'ÉSACM puis en 2010 change de statut en devenant Établissement public de coopération culturelle (EPCC).

## Bâtiment

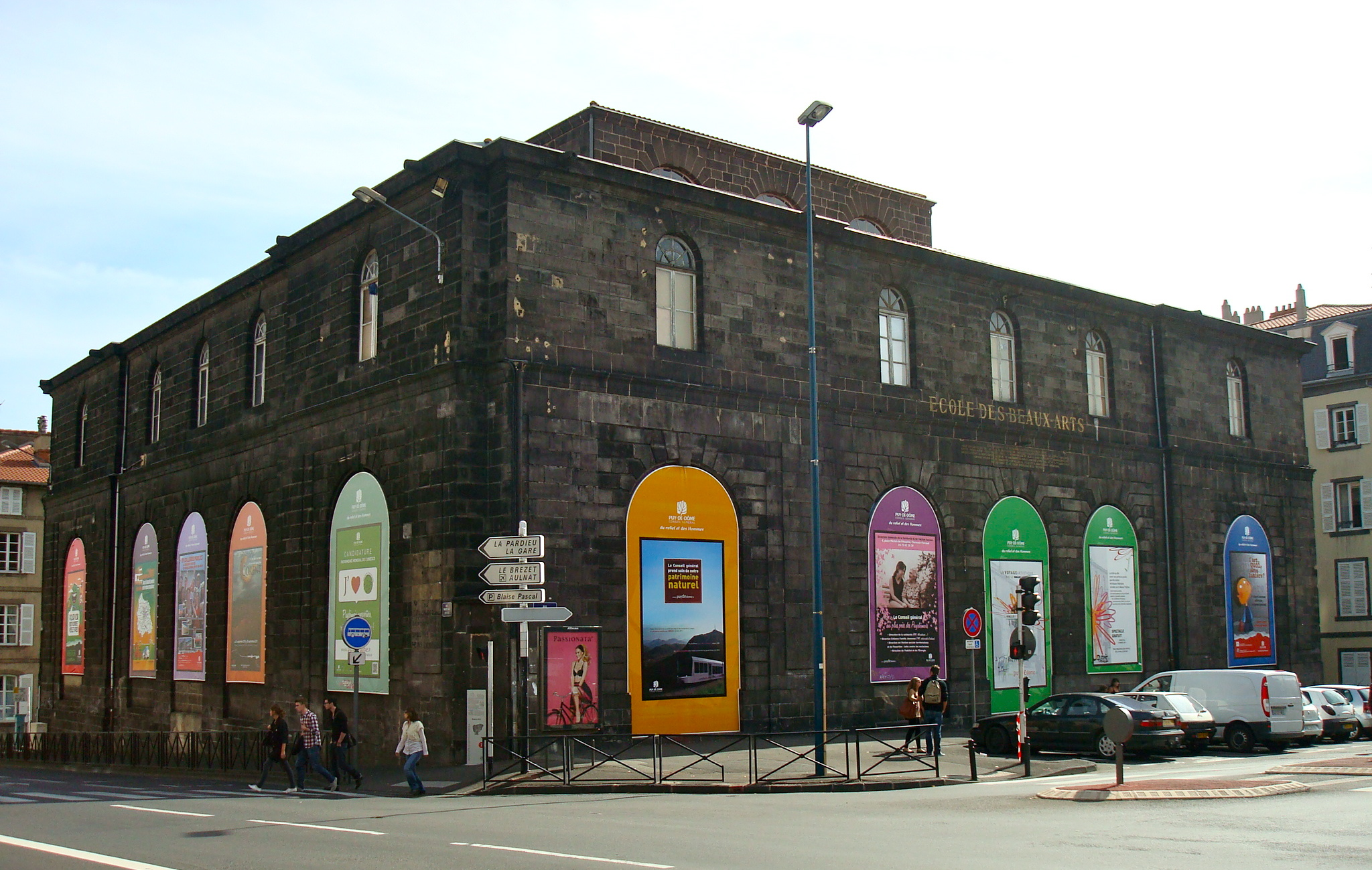
La Halle aux blés, ancien bâtiment de l'école des Beaux-Arts de Clermont-Ferrand.

D'abord installée en 1824 dans l'ancien hôpital des frères de la Charité où se trouvaient la bibliothèque et le musée, l'école déménage en 1882 dans les locaux du premier étage de l’ancienne Halle aux blés, rue Balainvilliers. Après plusieurs tentatives de réhabilitation de la Halle, le projet de construction d'une nouvelle école est voté en 2000. Un local transitoire avenue Jean-Mermoz est utilisé jusqu'au 3 janvier 2006 quand l’ÉSACM s’installe dans un nouveau bâtiment de 4 200 m2, rue Kessler. Conçu par l'agence Architecture-Studio, sa caractéristique la plus visible est sa façade en cuivre.

## Enseignants
- Émilie Brout & Maxime Marion
- Guillaume Heuguet
- Jan Kopp
- J. Emil Sennewald

L'ÉSACM fait aussi appel à des intervenants extérieurs.

## Anciens enseignants
- de l'école des beaux-arts de Clermont-Ferrand (jusqu'en 2007) : Louis-Antoine-Marie Ledru Gaultier de Biauzat (1845-1886)[6], Victor Fulconis (1851-1913), Jean Teillard (1854-1915)[6], Louis Jarrier (1862-1932)[6], André Papillard (1880-1964)[6], Raoul Mabru (1888-1957)[13], Albéric Aubert (1895-1971)[6], Gustave Gournier (1903-1986), Paul Eychart (1915-2005), François Cacheux (1923-2011), Jean Gourgouillon[6] (1927-?), Henri Guibal (1947-)

## Anciens élèves
- de l'école des beaux-arts de Clermont-Ferrand (jusqu'en 2007) : Alfred Gendraud (1854-1921), Jules Chadel (1870-1941), Victor Fonfreide (1872-1934), Maurice Busset (1879-1936), Michel Abonnel (1881-1915), Élise Rieuf (1897-1990), Charles Jaffeux (1902-1941), Louis Dussour (1905-1986), Valentin Vigneron (1908-1973)[6], Iris Raquin (1923-2016), René Delayre (1924-1969), Élisabeth Joulia (1925-2003),  Evelyne Ortlieb (1925-2008), Paul Maymont (1926-2007), Jacqueline Duhême (1927-2024), Robert Coutelas (1930-1985), Michel Kodjo (1935-2021), Jean Kiras[14] (1939-), Chantal Fontvieille (1942-), Pierre Eychart (1943-2013), Jean Chauchard (1945-), Yvan Pommaux ( 1945-), Jean-Pierre Cagnat (1946-), Joël Brisse (1953-) Claude Legrand (1966-) , Anne-Marie Rognon (1969-), Laetitia Carton (1974-)

- de l'école supérieur d'art de Clermont Communauté puis Clermont Métropole : Marina Guyot, Clément Murin, Marion Jöhanner, Yann Lacroix, Bruno Silva, Camille Varenne, Clélia Barthelon, Justine Emard, Alex Chevalier[15]

## Direction
- Louis-Charles Ledru (1824-)[6]
- Agis Léon Ledru (vers 1880)[6]
- Maurice Busset (après 1914-avant 1936)
- François Desaye (?-1927)
- Pierre Dezandes[6] (1927-?)
- Louis Dussour (1943-1949)
- Raoul Mabru (1949-1952)[13]
- Claude Malespine (1952-?)
- Serge Hélias (?-1992)[16]
- Emmanuel Hermange (2019-2023)
- Sandrine Rebeyrat (2024-)